# Papadum

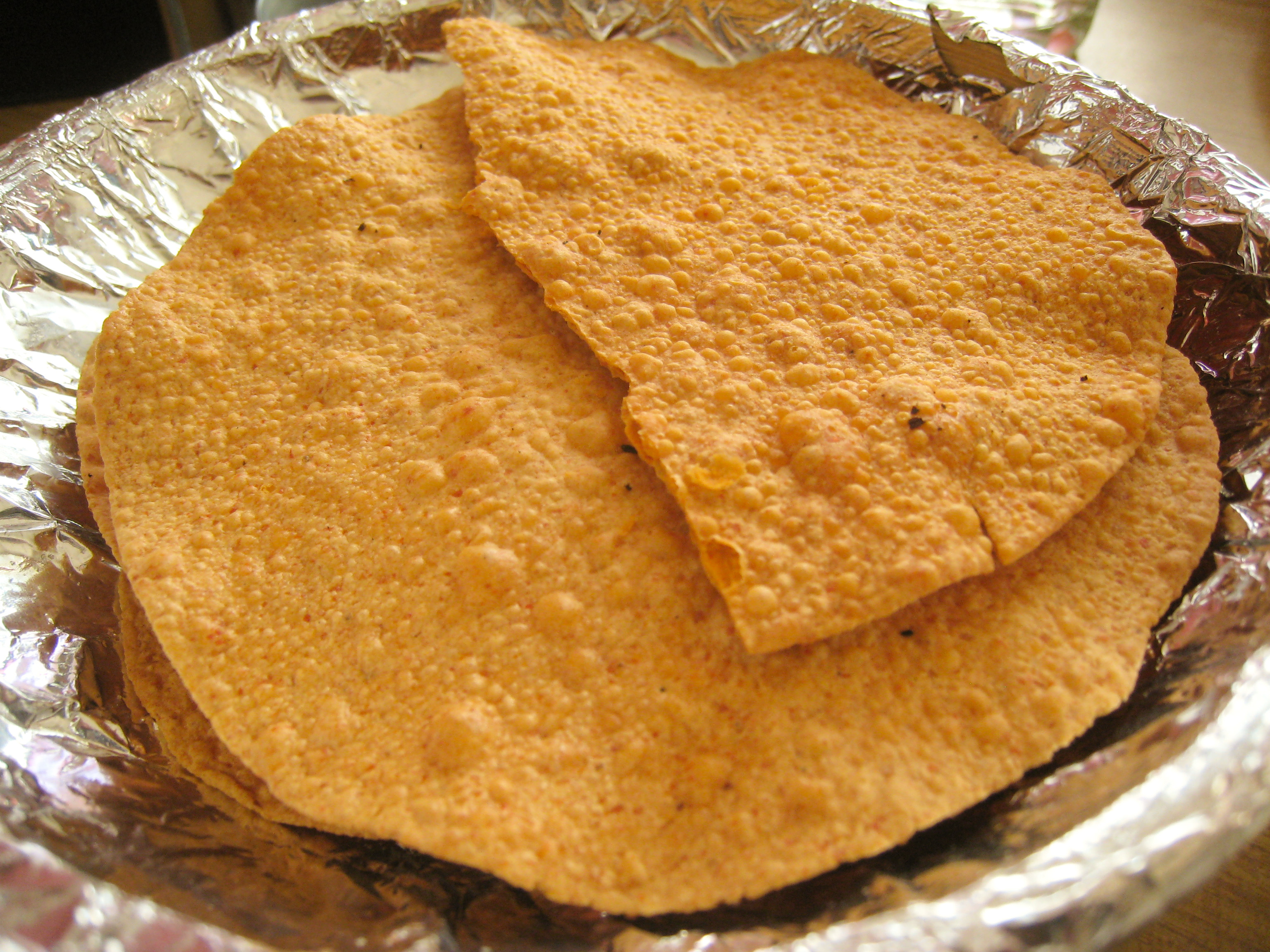
Des papadums.

Le papadum, ou papad, est une galette indienne frite à base de farine de haricots urd, parfois appelés soja noir,. Dans la gastronomie indienne ou au Sri Lanka, elle peut être consommée en tant qu'apéritif ou en-cas.

## Consommation
Le papadum peut être consommé en tant qu'apéritif, en en-cas ou en entrée.
Il y a plusieurs façons de le cuisiner. Au micro-ondes : selon la marque ; à l'huile chaude : en seulement 1 à 10 secondes ou encore directement au feu : 1 à 5 secondes.

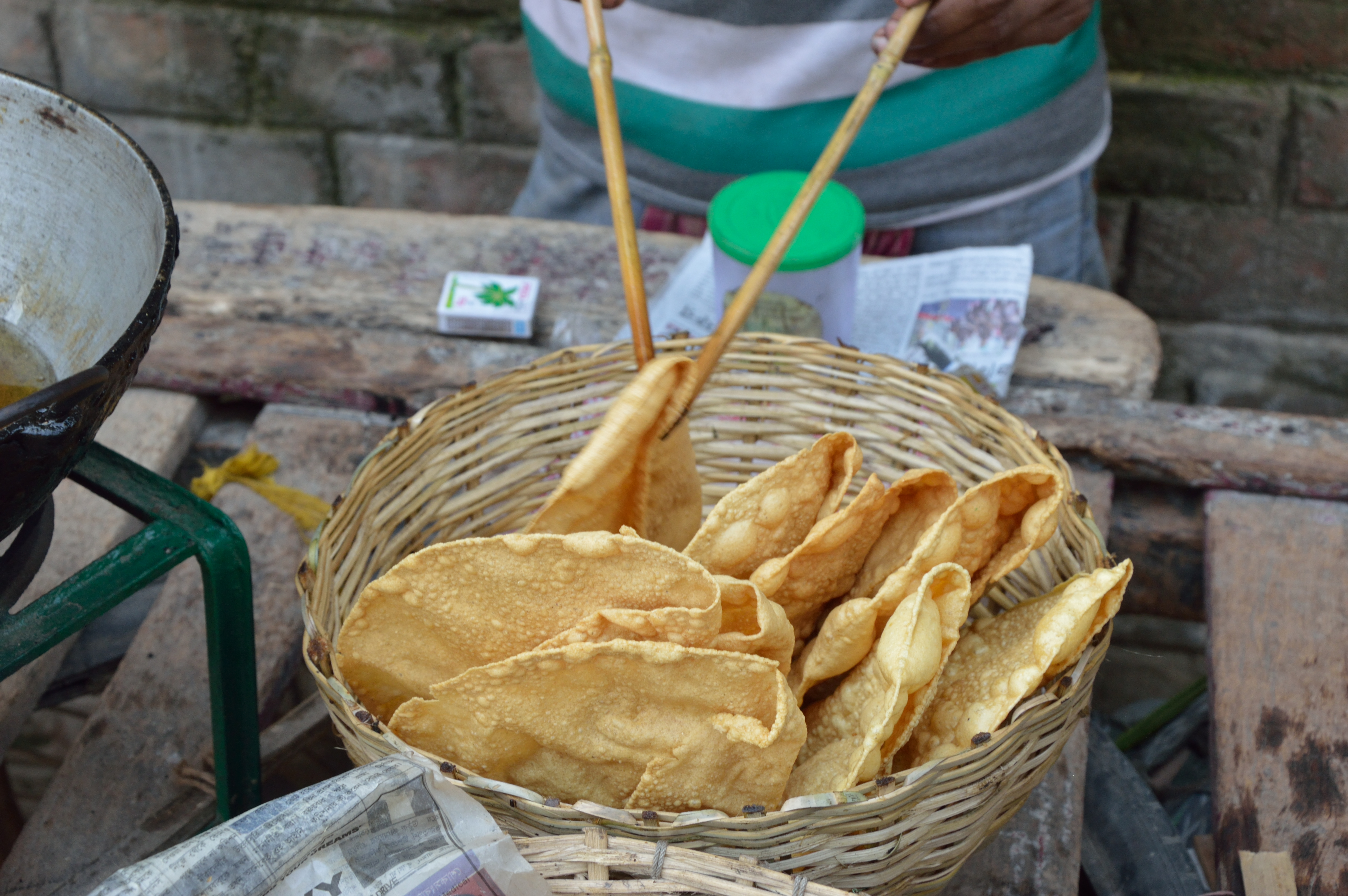
Papad frits, Bainan (Bengale).

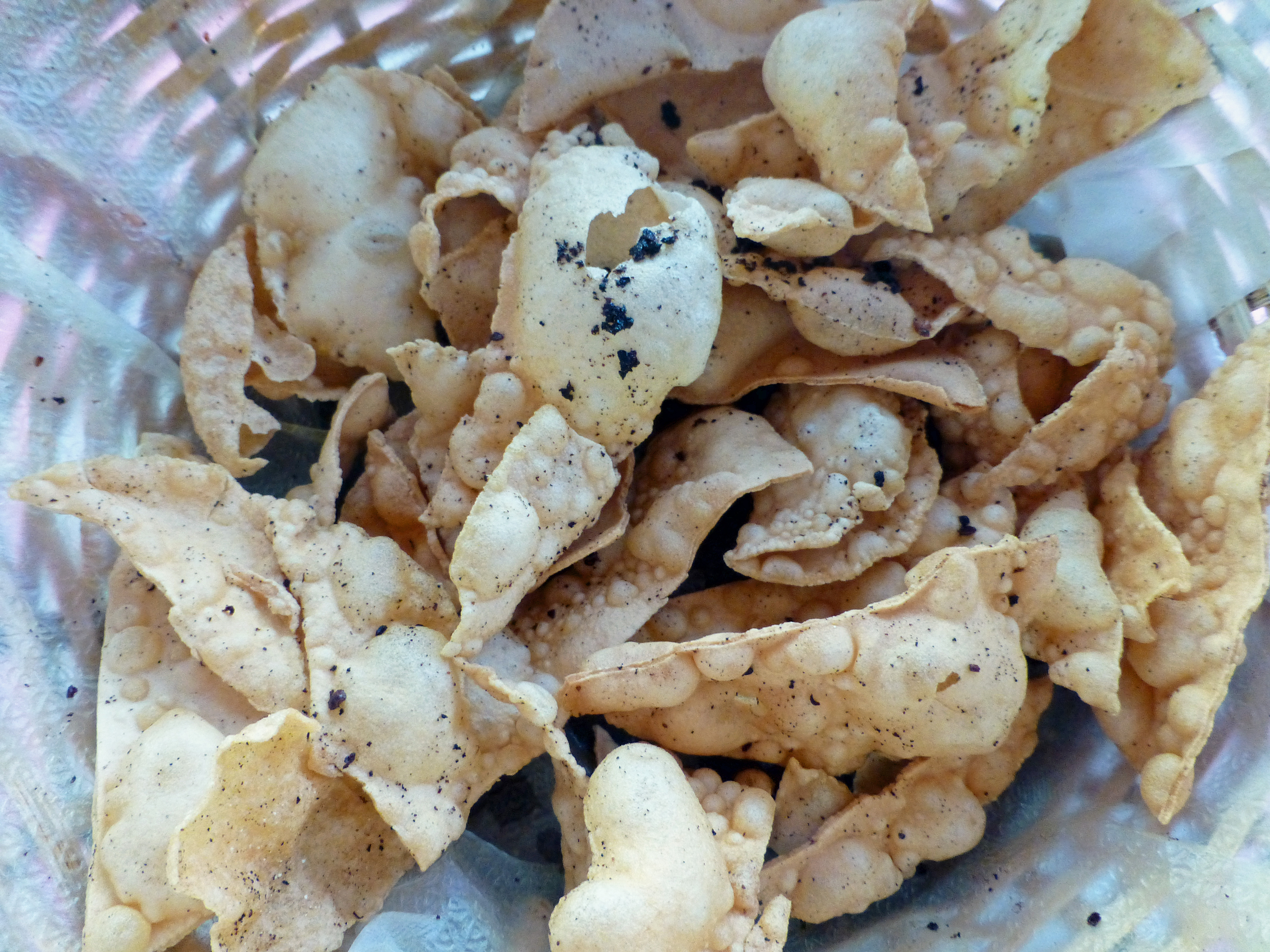
Papadam au Sri Lanka.

## Ingrédients
- Farine de haricot urd (parfois appelé « lentille noire » ou « lentille blanche » si elle a été décortiquée)
- Huile
- Graines de cumin (courant, mais facultatif)
- Ase fétide

Modèle:Infobox Recette
Le papadum (ou papad) est une fine galette croustillante originaire d'Inde, souvent servie en apéritif ou en accompagnement de plats. Il est traditionnellement préparé à base de farine de lentilles ou de farine de pois chiches, et peut être frit, grillé ou cuit au four.

## Recette
- 1 tasse de farine de lentilles (urad dal) ou de farine de pois chiches (besan)
- ½ tasse de farine de riz (facultatif)
- ½ cuillère à café de sel
- ½ cuillère à café de cumin en poudre (facultatif)
- ½ cuillère à café de piment en poudre ou de poivre noir (facultatif)
- 1 cuillère à soupe d'huile ou de ghee
- Eau tiède (environ ½ tasse, à ajuster)

## Préparation
1. Dans un bol, mélanger les farines, le sel et les épices.
2. Ajouter l'huile et bien incorporer.
3. Verser progressivement l'eau tiède pour obtenir une pâte ferme et lisse. Pétrir pendant 5 minutes.
4. Diviser la pâte en petites boules et les étaler très finement (1-2 mm d'épaisseur) à l'aide d'un rouleau à pâtisserie.
5. Laisser sécher les papadums à l'air libre pendant 2-3 heures ou au soleil.

## Cuisson
- Friture : Plonger les papadums secs dans l'huile chaude jusqu'à ce qu'ils gonflent et dorent (quelques secondes).
- Micro-ondes : Cuire entre deux feuilles de papier sulfurisé pendant 30 secondes à puissance maximale.
- Four : Enfourner à 180°C pendant 2-3 minutes jusqu'à ce qu'ils soient croustillants.

## Variantes
- Certains papadums incluent des graines de sésame, de l'ail ou des oignons séchés.
- Dans le sud de l'Inde, on utilise parfois de la farine de tapioca pour une texture différente.

## Autres noms et graphies
- Appalum (au Sri Lanka dans la communauté tamil)
- Papad
- Papadam (galette présente dans la cuisine juive en Iran)
- Papadamo
- Papadury
- Papari (Goa et Portugal)
- Popodum, poppodum